# België op het Eurovisiesongfestival 1971
België nam deel aan het Eurovisiesongfestival 1971 in de Ierse hoofdstad Dublin. Het was de 16e deelname van het land op het Eurovisiesongfestival. Via de Belgische voorronden was het duo Nicole & Hugo aangewezen als vertegenwoordiging. Een week voor het festival werd Nicole getroffen door geelzucht. Er moest in allerijl vervanging gezocht worden. Uiteindelijk traden Lily Castel en Jacques Raymond in Dublin op, en eindigden op een gedeelde 14e plaats.

## Selectieprocedure
Canzonissima 1971 was de Belgische preselectie voor het Eurovisiesongfestival 1971. Canzonissima deed in 1971 voor het laatst dienst als nationale finale voor het Eurovisiesongfestival. Vanuit het Amerikaans Theater kwamen opnieuw negen voorrondes met telkens negen liedjes. Tijdens de finale werden alle nummers na elkaar vertolkt, zonder commentaar van de juryleden of presentator Jan Theys. Dag vreemde man was de grote favoriet, maar zoals al vaker gebeurd was ging uiteindelijk een outsider met de zege lopen: Goeiemorgen, morgen van het duo Nicole & Hugo.
| Plaats | Artiest        | Lied                          | Punten |
| ------ | -------------- | ----------------------------- | ------ |
| 1      | Nicole & Hugo  | Goeiemorgen, morgen           | 8      |
| 2      | Ann Christy    | Dag vreemde man               | 3      |
| 3      | Johnny White   | Verloren hart, verloren droom | 1      |
| 4      | Joe Harris     | Alles wordt oranje            | 0      |
| 4      | Mary Porcelijn | Lachen                        | 0      |
| 4      | Micha Marah    | Tamboerke                     | 0      |
| 4      | Mary Porcelijn | Als je terugkomt              | 0      |
| 4      | Mary Porcelijn | Weet je nog wie ik ben        | 0      |
| 4      | Kalinka        | Vroeg of laat                 | 0      |
| 4      | Micha Marah    | Ik ben zeventien              | 0      |
| 4      | Micha Marah    | Die ring                      | 0      |
| 4      | Johan Stollz   | Immigrant                     | 0      |

1956 · 1957 · 1958 · 1959 · 1960 · 1961 · 1962 · 1963 · 1964 · 1965 · 1966 · 1967 · 1968 · 1969 · 1970 · 1971 · 1972 · 1973 · 1974· 1975 · 1976 · 1977 · 1978 · 1979 · 1980 · 1981 · 1982 · 1983 · 1984 · 1985 · 1986 · 1987 · 1988 · 1989 · 1990 · 1991 · 1992 · 1993 · 1994 · 1995 · 1996 · 1997 · 1998 · 1999 · 2000 · 2001 · 2002 · 2003 · 2004 · 2005 · 2006 · 2007 · 2008 · 2009 · 2010 · 2011 · 2012 · 2013 · 2014 · 2015 · 2016 · 2017 · 2018 · 2019 · 2020 · 2021 · 2022 · 2023 · 2024 · 2025